# Jezioro Babińskie
Babińskie (niem. Babbiner See, wcześniej Hege See) – jezioro na Równinie Wełtyńskiej, położone w województwie zachodniopomorskim, w powiecie pyrzyckim, w gminie Bielice.
Przez Jezioro Babińskie przepływa rzeka Parniczka oraz liczne kanały odwadniające podmokłą okolicę.